# تک هسته‌ای
پردازنده تک هسته ای ریزپردازنده ای است که یک هسته روی قالب خود دارد. چرخه fetch-decode-execut را یک بار در هر چرخه ساعت انجام می دهد، زیرا فقط روی یک رشته اجرا می شود. رایانه ای که از یک CPU تک هسته ای استفاده می کند معمولاً کندتر از یک سیستم چند هسته ای است.
پردازنده‌های تک هسته‌ای قبلاً در رایانه‌های رومیزی رایج بودند، اما از آنجایی که برنامه‌ها به قدرت پردازش بیشتری نیاز داشتند، سرعت پایین‌تر سیستم‌های تک هسته‌ای به مضراتی برای عملکرد تبدیل شد. ویندوز تا زمان انتشار ویندوز 11 از پردازنده‌های تک هسته‌ای پشتیبانی می‌کرد، جایی که به پردازنده دو هسته‌ای نیاز است.
پردازنده‌های تک هسته‌ای هنوز در برخی شرایط خاص مورد استفاده قرار می‌گیرند. برخی از سیستم های قدیمی قدیمی مانند سیستم عامل های قدیمی (مانند ویندوز 98) نمی توانند از پردازنده های چند هسته ای سود ببرند. پردازنده‌های تک هسته‌ای نیز در رایانه‌های سرگرم‌کننده مانند Raspberry Pi و میکروکنترلرهای Single-board استفاده می‌شوند. تولید پردازنده های دسکتاپ تک هسته ای در سال 2013 با Celeron G470 به پایان رسید.

## توسعه
اولین پردازنده تک هسته ای اینتل 4004 بود که در 15 نوامبر 1971 توسط اینتل به صورت تجاری عرضه شد. از آن زمان تاکنون، پیشرفت‌های زیادی در پردازنده‌های تک هسته‌ای انجام شده است که از 740 کیلوهرتز اینتل 4004 به 2 گیگاهرتز سلرون G470 می‌رسد.